# Союз кинематографистов Беларуси
Союз кинематографистов Беларуси — общественная организация (творческий союз), объединяющая деятелей белорусского кинематографа. До 1991 года СК БССР, как и все творческие союзы национальных республик, входил в состав Союза кинематографистов СССР. В 1991 году на VII съезде принят новый устав, и с этого года СК Беларуси входит в состав Конфедерации союзов кинематографистов.

## История
Союз был создан 15 ноября 1962 года на 1-м учредительном съезде кинематографистов БССР. Последующие съезды состоялись в 1967, 1971 и 1976.
В 1975—1990 годах правление союза кинематографистов располагалось в Республиканском Доме кино (здание Красного костёла в Минске).

## Руководство

### Секретари правления
- В 1962—1974 годах — Владимир Корш-Саблин
- В 1974—1975 годах — Игорь Добролюбов
- В 1976—1981 годах — Виктор Туров
- В 1986—1994 годах — Вячеслав Никифоров
- В 2000—2001 годах — Юрий Марухин
- В 2001—2002 годах — Александр Ефремов (и. о.)
- В 2002—2006 годах — Игорь Волчек
- В 2006—2008 годах — Юрий Цветков
- В 2008—2024 годах — Виктор Васильев
- С 2024 года — Евгений Арендаревич